# Adolf Hofmeister
Pour les articles homonymes, voir Hofmeister.
Adolf Ludwig Eduard Hofmeister (né le 9 août 1883 à Rostock et mort le 7 avril 1956 à Greifswald) est un historien allemand. Hofmeister enseigne de 1921 à 1955 en tant que professeur à l'Université de Greifswald.

## Biographie
Adolf Hofmeister est le fils du bibliothécaire de l'Université de Rostock Adolf Hofmeister (de) (1848-1904). Il étudie l'histoire, les sciences auxiliaires historiques et les langues anciennes à l'université de Rostock, à l'université de Halle-Wittenberg et à l'université Frédéric-Guillaume de Berlin. Ses professeurs sont entre autres Eduard Meyer, Dietrich Schäfer et Michael Tangl (de). En 1901, il rejoint le Rostocker Wingolf (de), plus tard également le Hallenser Wingolf (de) (1902) et le Berliner Wingolf (de) (1903).
Son intérêt scientifique se porte d'abord sur le haut empire médiéval, notamment la Bourgogne et l'Italie. À Berlin en 1905, il reçoit son doctorat sous la direction de Dietrich Schäfer avec une thèse sur les Margraves et les Margraviats dans le royaume d'Italie. Il devient ensuite salarié à plein temps, à partir de 1913 en tant qu'assistant directeur à la direction centrale des Monumenta Germaniae Historica (MGH). En 1909, il s'habilite à l'Université de Berlin avec des études sur Otto von Freising. En 1913, il devient professeur agrégé d'histoire à Greifswald.
En 1921, Hofmeister est nommé professeur titulaire d'histoire médiévale et moderne à l'université de Greifswald, où il succède à Ernst Bernheim. Il continue d'abord à travailler à l'HGM, de 1927 en tant que membre de la direction centrale jusqu'à sa dissolution en 1935.
À Greifswald, Hofmeister se tourne vers l'histoire de la Poméranie. À partir de 1924, il publie une nouvelle série Denkmäler der Pommerschen Geschichte. Dans son écrit Der Kampf um die Ostsee vom 9. bis 12. Jahrhundert (1 édition 1931) il commente également la question de l'emplacement de la ville légendaire de Vineta ; la ville mentionnée dans les sources doit être assimilée à la ville de Wollin. Avec son essai Die Zählung der pommerschen Herzöge (1937), il présente une proposition de recensement des ducs de la maison du Griffon, qui s'impose pour l'essentiel. Hofmeister est membre depuis 1923 et membre du conseil depuis 1925 de la Commission historique de Poméranie. Il dirige également (en tant que premier professeur à l'université) les archives universitaires de Greifswald (de) de 1931 à 1955. Hofmeister est membre de l'Académie médiévale d'Amérique et de la Società romana di storia patria.
Hofmeister est l'un des professeurs d'université autorisés à continuer à travailler en RDA sans être marxiste. En 1953, il est nommé à la section principale d'histoire de l'Académie allemande des sciences en RDA. Il prend sa retraite en 1955.

## Travaux (sélection)
- Die heilige Lanze, ein Abzeichen des alten Reichs. Verlag Marcus, Breslau 1908 (Neudruck: Scientia-Verlag, Aalen 1973).
- Deutschland und Burgund im früheren Mittelalter. Eine Studie über die Entstehung des Arelatischen Reiches und seine politische Bedeutung. Leipzig 1914; 2. Auflage: Wissenschaftliche Buchgesellschaft, Darmstadt 1963.
- Die Chronik des Mathias von Neuenburg (de) (= MGH Scriptores rerum Germanicarum, Nova series, Bd. 4,1). Berlin 1924/1940 (online).
- Der Kampf um die Ostsee vom 9. bis 12. Jahrhundert (= Greifswalder Universitätsreden, Heft 29). Greifswald 1931. 2. Auflage: Greifswald 1942. 3. Auflage: Wissenschaftliche Buchgesellschaft, Darmstadt 1960.
- Die geschichtliche Stellung der Universität Greifswald. (= Greifswalder Universitätsreden, Heft 32). Greifswald 1932.
- Die Zählung der pommerschen Herzöge. In: Monatsblätter der Gesellschaft für pommersche Geschichte und Altertumskunde. Band 51, 1937, S. 52–63.
- Genealogische Untersuchungen zur Geschichte des pommerschen Herzogshauses (= Greifswalder Abhandlungen zur Geschichte des Mittelalters, Band 11). Universitätsverlag Ratsbuchhandlung L. Bamberg, Greifswald 1938 (Digitalisat).

## Succession
Sa vaste bibliothèque, qui comprend probablement aussi des parties de la succession de son père et de son grand-père, est vendue vers 2002 par la librairie de livres anciens Keip (Goldbach).